# (74824) Tarter
(74824) Tarter (1999 TJ16) – planetoida z pasa głównego asteroid okrążająca Słońce w ciągu 3,67 lat w średniej odległości 2,38 j.a. Odkryta 12 października 1999 roku.